# Ботанічний сад Чернівецького національного університету
Ботані́чний сад Черніве́цького націона́льного університе́ту (Чернівецький ботанічний сад) — природоохоронна територія, ботанічний сад загальнодержавного значення в Україні. Роташований у місті Чернівці, на вулиці Федьковича, 11.
Площа 3,5 га. Ботанічний сад належить до наукових підрозділів Чернівецького національного університету імені Юрія Федьковича. Директором природоохоронного об'єкту є к.б.н. Деревенко Тетяна.

## Історія

### Виникнення та формування ботанічного саду

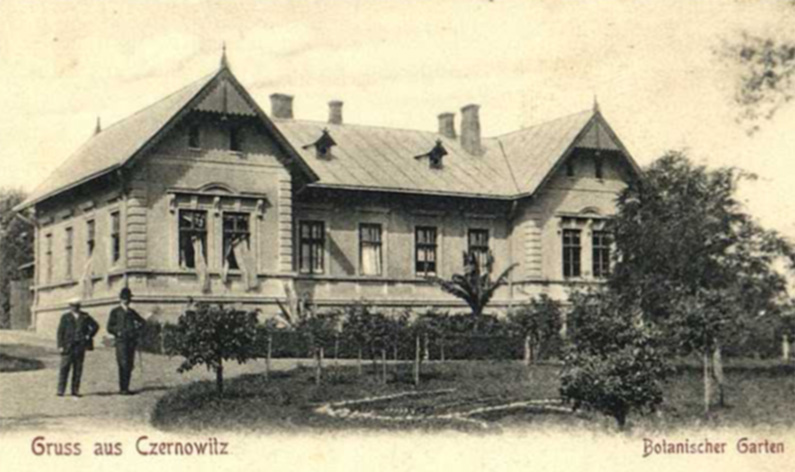
Головний корпус Ботанічного саду (початок ХХ ст.)

Ботанічний сад був закладений у 1877 році. Приводом для цього став указ Міністерства освіти Австрії. Ідея створення саду була втілена магістратом міста. Для цього була викуплена земля у селян. Територія майбутнього ботанічного саду межувала з міським парком. Тому до ділянки була приєднана територія парку. Земельна ділянка розташовувалась на околиці міста і слугувала пасовищем, тут також були розташовані оселі та городи. Створення саду тривало протягом одинадцяти років. Очільником природоохоронної території став професор з Австрії Едуард Тангль, який був завідувачем кафедри ботаніки Чернівецького університету. Саджанці кущів і дерев завозили з території Австрії з Мускауерського розсадника. Почалось створення колекція Північно-Американських видів дерев та кущів. Висадка перших саджанців проходила під керівництвом та за проектом садівника Кароля Бауера. Він проживав у Львові і для планування ботанічного саду приїхав у Чернівці. Був першим науковим керівником цієї природоохоронної території. В 1880—1890 роках відбулось формування ботанічного саду як наукового центру. Кароль Бауер працював над розвитком території ботанічного саду до 1894 року. Ним була закладена основа ділянки, визначене архітектурне планування та напрям роботи.

### Ботанічний сад у XX—XXI століттях
З 1918 року розпочалась культивація рослин, що були поширені територією Буковини. Природоохоронна територія почала підпорядковуватись інституту ботаніки. Під час Другої Світової війни певна частина деревних насаджень не збереглась. Колекції закритого ґрунту були збережені повністю. Після 1940-х років територія ботанічного саду була передана у розпорядження Чернівецького національного університету. Основними напрямками розвитку природоохоронної території стали акліматизація та інтродукція лікарських, ефіроолійних, кормових та плодових рослин . У повоєнний час розпочато відновлювальні роботи ботанічного саду. 1947 року в ботанічному саду залишилось 223 види інтродукованих рослин. У відновленні брали участь працівники Чернівецького державного університету: І. В. Артемчук та Г. Х. Молотковський. Колекції рослин були збільшені — з'явилось понад 500 нових видів рослин. В 1950-х та 1960-х роках З. К. Костевичем, Б. К. Терменом та В. Л. Данищуком були продовженні наукові дослідження. Вивчався склад інтродукованих рослин, динаміка плодоношення та сезонний розвиток. 1956 року до території Чернівецького ботанічного саду був приєднаний дендрарій, який раніше належав резиденції буковинських митрополитів. Площа, зайнята насадженнями аборигенних видів, становила 4,8 га. 1963 року ботанічний сад у Чернівцях був оголошений природоохоронною територією республіканського значення. 1969 року ботанічний сад отримав статус наукового закладу. В 1970-х роках була побудована двоповерхова оранжерея. Об'єктом природоохоронного фонду ботанічний сад став 1983 року. 1992 року територія набула загальнодержавного значення. В 2008 році розпочались ремонтно-будівельні роботи на території саду. Реконструкції підлягала оранжерея, в якій розташовані реліктові рослини. На цій ділянці зростає секвоядендрон та фінікова пальма. Оранжерея декілька років була закрита для відвідувачів через аварійний стан. У процесі робіт були зведені нові стіни та встановлені колони, які потрібні для перекриття даху. Висота будівлі була збільшена до 22,5 м.
Ботанічний сад є місцем проведення екскурсій. В 2015 році оглядові екскурсії розпочались з 5 травня, в період цвітіння нарцисів, тюльпанів та магнолій.

## Опис
У плануванні ботанічного саду присутні елементи ландшафтного стилю. Розміщення рослин мало асиметричні пропорції, насадження дерев та кущів чергувалось з відкритими ділянками садової території. При плануванні ботанічного саду були збережені горизонтальні та вертикальні пропорції панорами. Розміщення рослин проходило відповідно до систематичних ознак. Були експозиції, які мали географічний характер, висаджувались види рослин зі Східної Азії, Північної Америки та Південної Європи. Елементи регулярного стилю не набули поширення на цій території. Вони спостерігаються в оформленні корпусу та входу. Є низькі стрижені бордюри, створені із самшита вічнозеленого. Стежки прокладені чіткими лініями та організовані квіткові клумби.

## Рослинність

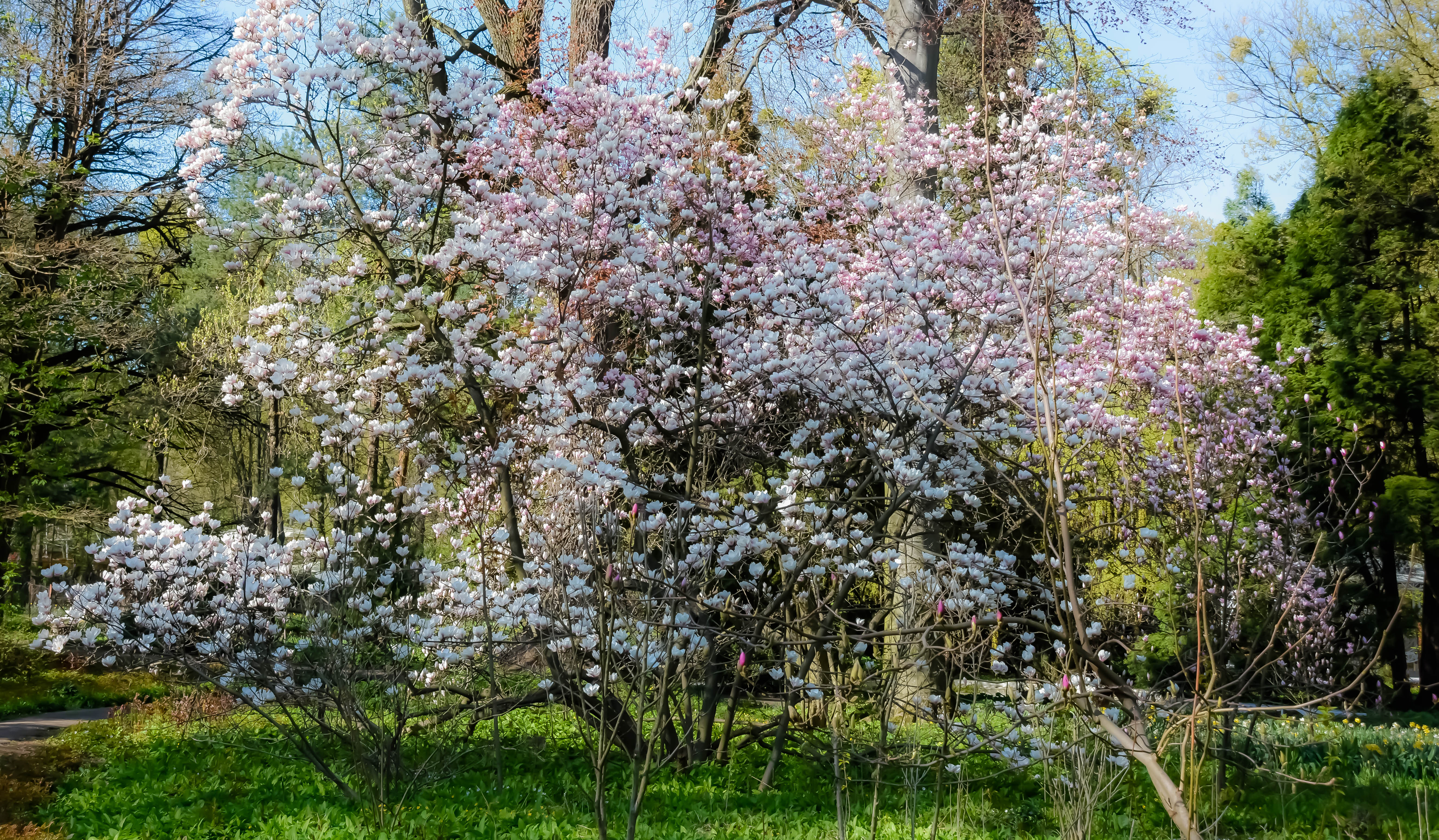
Цвіте магнолія

На території ботанічного саду зростає біла тополя, яка була висаджена Едуаром Таглем. Згідно з джерелами, це було перше дерево, висаджене на території саду. За іншими джерелами, посадку цього дерева здійснив референт університету Юліус Вацель. Сучасний ботанічний сад поділений на декілька відділів: дендрології, паркознавства, тропічних рослин, субтропічних рослин, трав'янистих рослин. Функціонує гербарій та насіннєва лабораторія. 920 видів тропічних рослин зростають в оранжереї, площа якої становить 525 м². Листяні породи представлені 755 таксонами. Хвойні рослини зростають у кількості 437 видів. Весною в ботанічному саду починають квітнути тюльпани, магнолії, конвалії. В дендрарії зростає 768 видів та 385 декоративних форм, сортів та різновидностей. Функціонування гербарію та лабораторії сприяє проведенню наукових досліджень у різних галузях, зокрема в дослідженні інтродукції рослин.
Тут також поширені тюльпани. Їх зростає понад 100 сортів, і вони мають різний колір — кремові, червоні, оранжеві та жовті. Представлені фіолетові тюльпани, рожеві тюльпани, в яких присутня чорна зірочка всередині. Нарциси представлені 70 видами. Магнолії — 18 видами: магнолія гостролиста, магнолія лікарська, магнолія оберненояйцевидна, магнолія Лебнера, магнолія Суланжа, магнолія Кобус. Магнолії Суланжа мають вік 70—80 років.

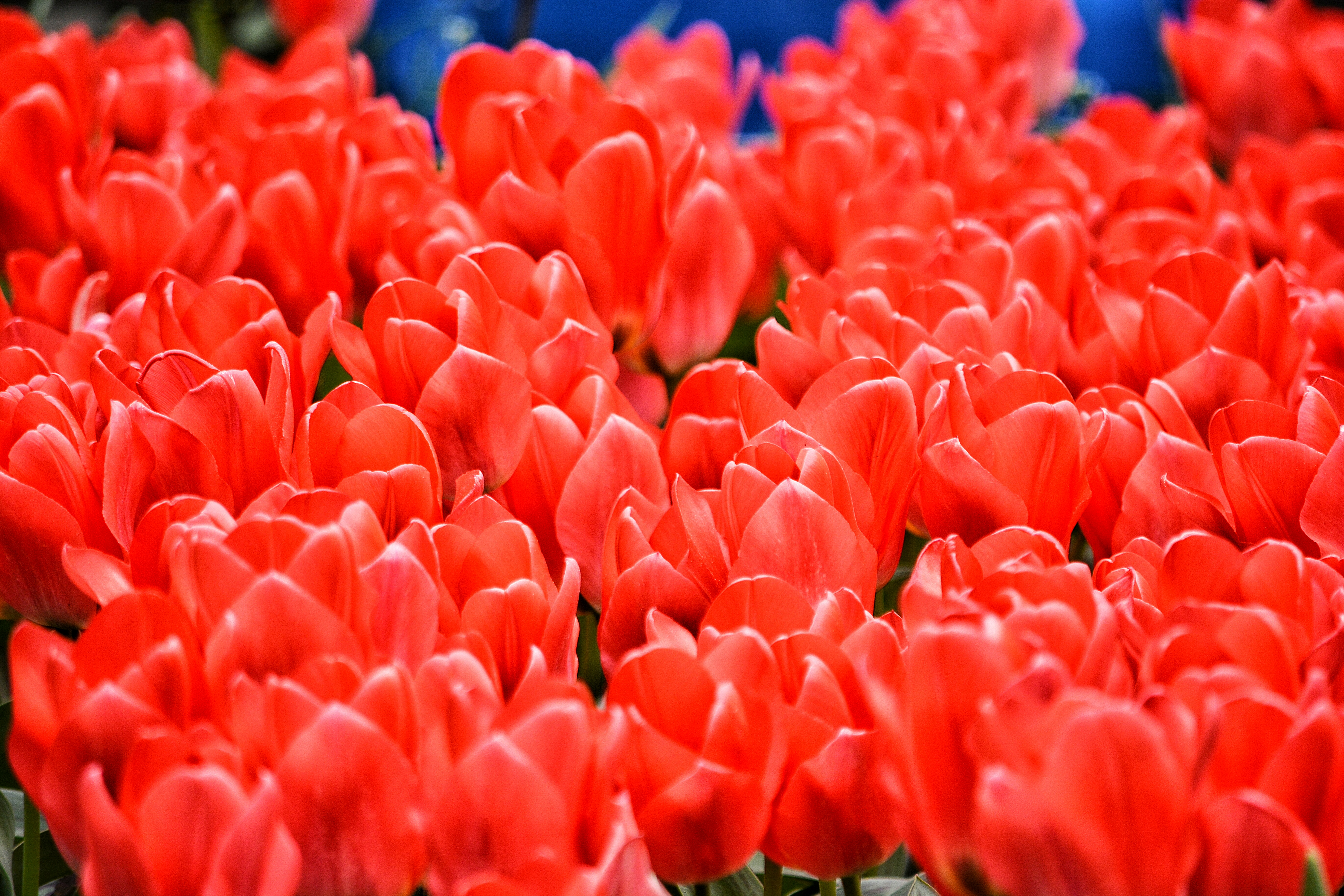
Тюльпани, що зростають на території ботанічного саду

Відомі рослини, вік яких не менше 100 років: сосна Веймутова та болотний кипарис. Є такі види, як ялиця Нордмана та дуб великоплідний. Висота двох тюльпанових дерев, розташованих на ділянці саду, сягає 30 м. Їхній вік близько 150 років. Квіти мають жовто-зелене забарвлення. Тюльпанне дерево, софори японські, болотний кипарис, дворянський кипарис, декілька видів ясенів, дубів, катальп та модрин були першими саджанцями, які висадили на території саду.
Представлені види дрібних квітів: підсніжники, гіацинти та білоцвіт весняний.
На території саду зростають гречка японська та айва японська, таволга і бузина червона. Виявлені рідкісні види: акебія п'ятірна, секвоядендрон, декенея Фаргеза. На ділянках розташовані кущі барбарису, магнолій та різні види рододендронів.
У ботанічному саду зростає 145 видів кактусів, 70 видів ірисів, 70 нарцисів, та 60 видів хризантем. Кожного року квітнуть хамеропс деревоподібний, сторічна лівістона китайська та фінік канарський.
У XXI столітті колекції інтродукованих рослин сягають півтори тисячі видів. Кожного року ботанічний склад поповнюється насінням з різних країн. Рослини висаджуються в карантинний розсадник, де за ними ведеться систематичне спостереження. Такий засіб виявляє шкідників та хвороби, які можуть з'явитись разом із насінням. Сад поповнюється насінням карпатських рослин. Щороку випускається каталог, в якому міститься інформація про зібране насіння.

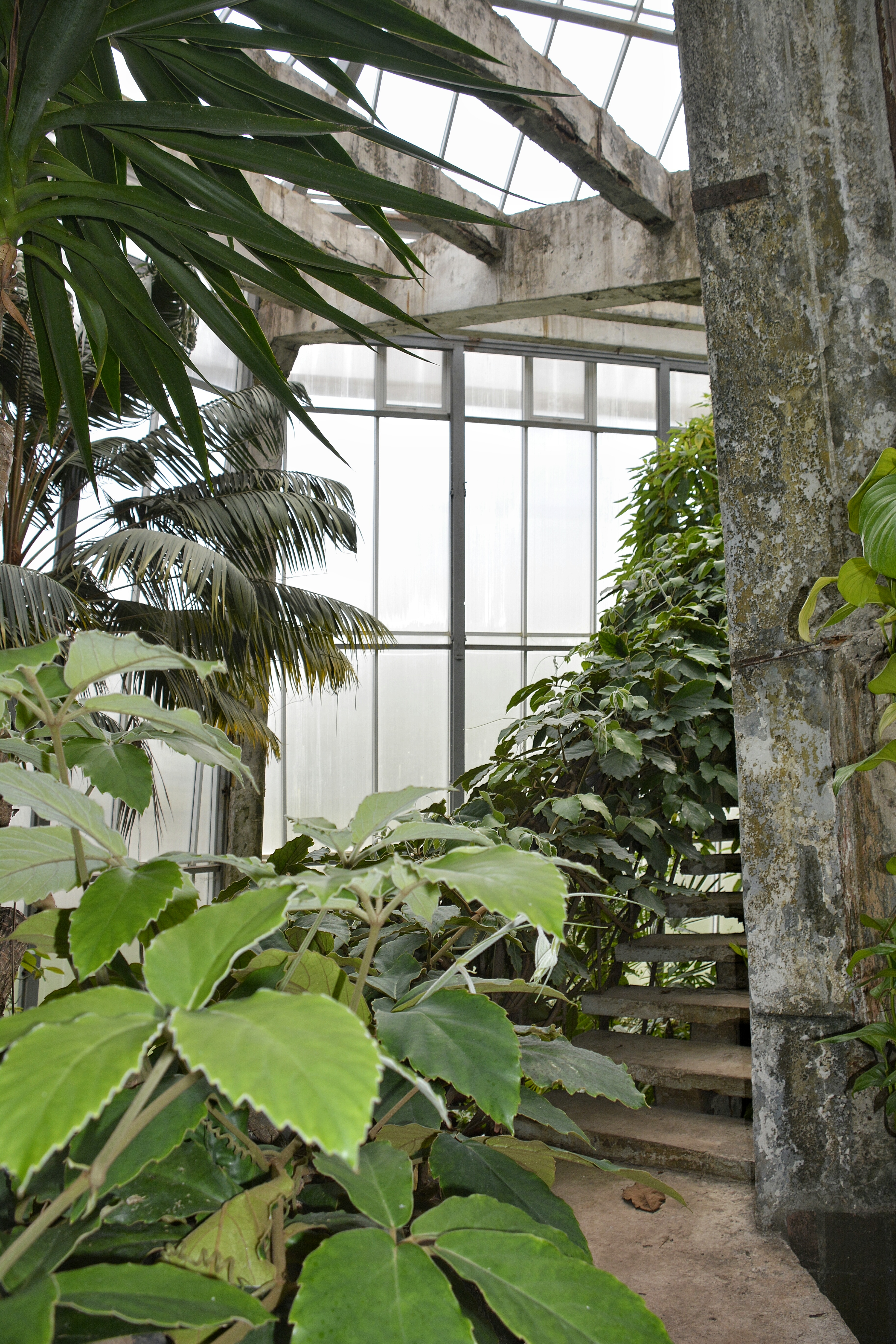
Оранжерея ботанічного саду